# Спрингбок антилопа
Спрингбок антилопа (лат. Antidorcas marsupialis) је сисар из реда папкара (Artiodactyla) и породице шупљорожаца (Bovidae). Спрингбок је газела-антилопа средње величине која насељава подручје југозападне Африке.

## Понашање
Живи у крду од 10 до 200 животиња. То је екстремно брза животиња, која може да достигне брзину од 97 km/h. Такође је изузетан скакач. Она држи и рекорд у скоку у даљ. Њени скокови достижу дужину до 15 метара, а у висину може да скочи чак до 4 метра.
Када се укаже нека опасност, спрингбок газела упозорава на њу скачући у вис из места. При том су јој ноге укочене а леђа савијена у лук. Спрингбок газела има исувише мале рогове да би се одбранила, па се од опасности склања бекством. 

## Исхрана
Режим исхране јој је разнолик (воће, биљке, луковице) па јој обезбеђује потребну количину воде. Може дуго да преживи и без воде. Осим тога, ова газела је једина врста која може да једе неке отровне биљке. 

## Размножавање
Сваке друге године женка рађа по једно младунче (ретко 2) после 4 до 6 месеци трудноће. Мајке праве „јаслице” унутар крда и заједнички подижу сву младунчад.

## Распрострањење и станиште
Спрингбок насељава подручје југозападне Африке. Ареал врсте је ограничен на мањи број држава. Присутна је у следећим државама: Јужноафричка Република, Ангола, Боцвана и Намибија.
Станишта врсте су саване, жбунаста вегетација и травна вегетација. 

## Угроженост
Ова врста је наведена као последња брига, јер има широко распрострањење и честа је врста.